# Fricativa postalveolar sorda
La consonant fricativa postalveolar sorda es representa [ʃ] a l'AFI, una essa medieval allargada i cursiva (ſ) però estilitzada, similar al signe d'integral ∫, anomenada esh. En la notació romànica es representava [š]. És un so de la parla present a la majoria d'idiomes actuals.
En anglès: Voiceless dorso-palatal velar fricative o Sj-sound i en suec:Sj-ljudet, és una consonant fricativa que cobreix un rang des sons similars usats en la majoria dels dialectes de l'idioma suec, es transcriu com /ɧ/. En el suec de forma comuna se'n fa referència com el so sje, en función de la seva escriptura més comuna. Una altra grafia de /ɧ/ acostuma a ser sk davant de les vocals e, i, ö i ä. El mateix so acostuma a aparèixer amb l'ortografia stj, skj, ti, entre d'altres. Els sons dins del rang tenen unes propietats acústiques molt similars, no gaire diferents del so /ç/ del neerlandès meridional, o de l'alemany ch després d'e o i, i una labialització característica. L'Alfabet Fonètic Internacional descriu /ɧ/ com uns "/ʃ/ i /x/ simultanis" (sh anglesa i j en castellà), però aquesta afirmació està acceptada per alguns fonetistes, incloent-hi un antic president de l'AFI.

## Característiques
- És una consonant pulmonar oral central.
- És un so sibilant fricatiu, perquè l'aire produeix una turbulència en el seu pas per la boca.
- S'articula recolzant la llengua darrere les dents, gairebé tocant el paladar per modificar la columna d'aire que ve dels pulmons.
- És un so sord perquè no causa la vibració de les cordes vocals.

## En català
És un fonema que pot aparèixer al principi, enmig o al final de mot, i sol estar representat en català per la lletra x (xeix, com a la paraula xocolata) o el dígraf ix (com a la paraula caixa). Alguns dialectes pronuncien aquestes lletres de manera africada i no fricativa. En les onomatopeies, s'usa per demanar silenci o baixar el to de veu.